# Margaret Spellings
Margaret Spellings, née Dudar le 30 novembre 1957 à Ann Arbor (Michigan), est une femme politique américaine. Membre du Parti républicain, elle est secrétaire à l'Éducation entre 2005 et 2009 dans l'administration du président George W. Bush.
Depuis le 1er mars 2016, elle est présidente de l'université de Caroline du Nord et ses dix-sept campus.

## Biographie

### Origines et études
Ainée de quatre filles, Margaret Dudar est née dans le Michigan mais déménagea vers le Texas, et elle passe son enfance et son adolescence à Houston. Elle est diplômée de la Sharpstown High School en 1975.
Elle obtient un Bachelor's degree en sciences politiques de l'université de Houston puis travaille à la commission sur la réforme de l'éducation mise en place par William Clements, le premier gouverneur républicain du Texas depuis plus de 100 ans, et également à l'administration des écoles de l'État.

### Carrière politique
En 1994, elle est la directrice politique de la campagne de George W. Bush, en lice pour le poste de gouverneur. De 1995 à 2000, Margaret Spellings est une des plus proches conseillères du gouverneur George W. Bush. De 2001 à 2005, elle le suit à la Maison-Blanche.

## Secrétaire à l'Éducation

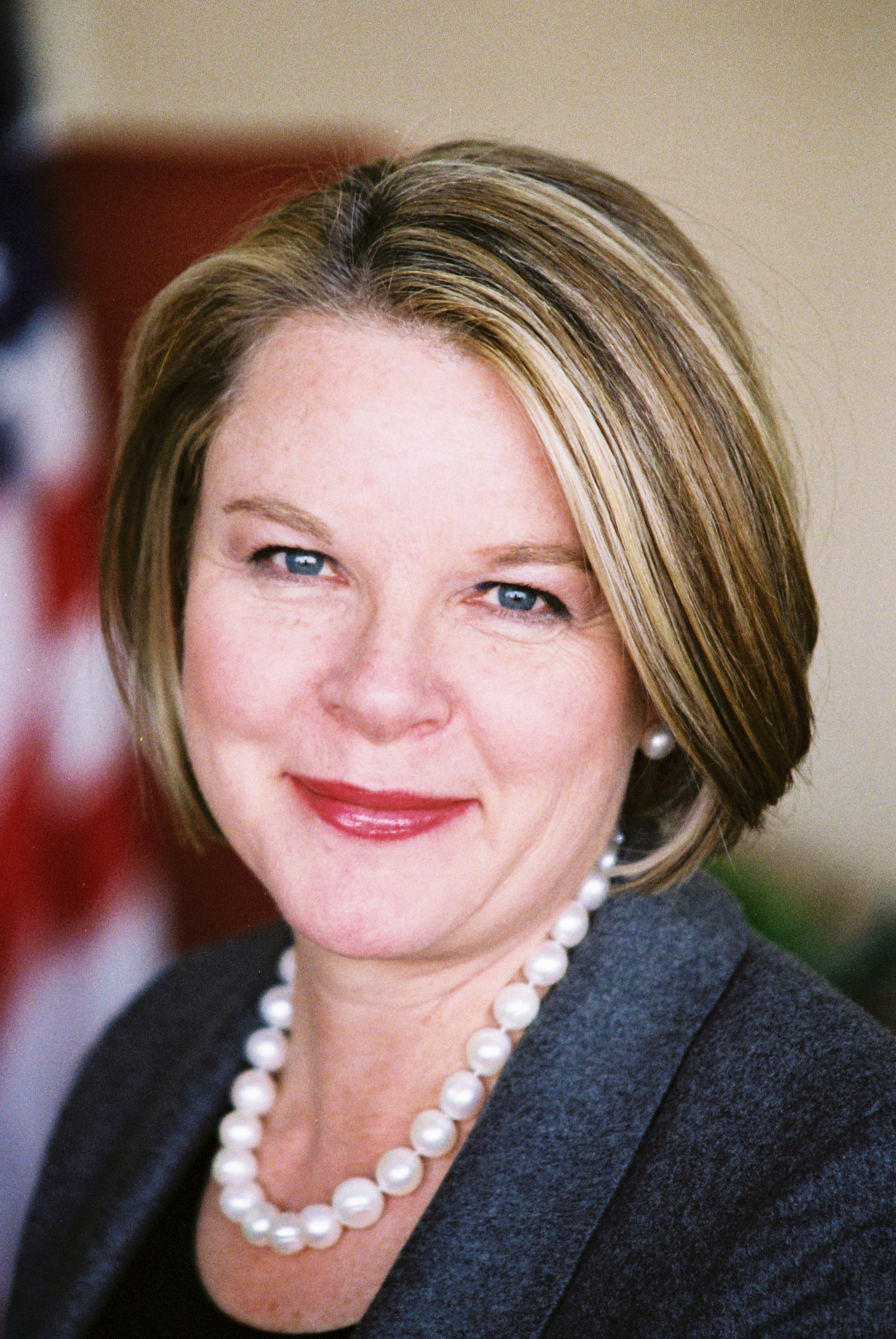
Portrait officiel de Margaret Spellings en tant que secrétaire à l'Éducation.

Elle est nommée à ce poste le 17 novembre 2004. Margaret Spellings succède ainsi à Rod Paige au département de l'Éducation. Cette nomination est confirmée par le Sénat américain le 20 janvier 2005 où elle prête serment le même jour. Cela marqua également le début du second mandat de la présidence Bush. Elle est la première mère d'enfants d'âge scolaire à être titulaire de cette charge.
En janvier 2005, elle proteste contre un épisode de Postcards From Buster sur la chaîne publique PBS (financée par l'État fédéral) et mettant en scène des enfants d'un couple de lesbiennes. Elle est critiquée sur ce point par le représentant des US Gays qui lui reprochent ses commentaires « dégradants ». Mais la chaîne renoncera à diffuser l'épisode sur son réseau national.

## Programme No Child Left Behind
Elle est la principale inspiratrice de la loi de son prédécesseur No Child Left Behind Act of 2001, rédigée par Ted Kennedy.
En avril 2005, sur la chaîne PBS sur l'émission NewsHour avec Jim Lehrer, elle appelle à la résistance pour le No Child Left Behind Act. Devant le texte du programme, elle déclare : « Je pense qu'il est regrettable, franchement que la différence d'éducation entre enfants afro-américains et enfants anglo-saxons dans le Connecticut soit si grand. Et je pense que c'est regrettable pour ces familles et ces élèves qu'ils essayent de trouver une échappatoire pour sortir de la loi plutôt que de s'occuper du besoin de leurs enfants [...] C'est cette notion, une douce intolérance à de faibles attentes, comme le président la nomme, c'est ce que le No Child Left Behind rejette ».
En janvier 2007, dans une déclaration à la chambre de commerce américaine, elle remarque : « Tout le monde ici, sait qu'avant que ce programme devienne une loi, les enfants évoluaient de niveau en niveau, et personne ne savaient ou pas s'ils savaient lire, écrire, additionner, soustraire. Nous avons investi des milliards de dollars et nous espérions basiquement obtenir le meilleur. Le manque de comptabilité a contribué à créer cette différence où les pauvres et les minorités scolaires sont laissés loin derrière leurs pairs… Pas une seule fois lors de mes déplacements, je n'ai rencontré un seul parent qui ne voulait pas que ses enfants soient laissés seuls pour apprendre sur les différents niveaux de classe jusqu'en 2014. Je sais que dans cette pièce tous les parents sont d'accord. »

## Vie privée
Margaret Spellings a épousé Robert Spellings, qui pratique le droit à Austin et a fait du lobbying pour un projet d'école à la carte[réf. nécessaire].